# Wien Hernals
Wien Hernals (niem: Bahnhof Wien Hernals) – stacja kolejowa w Wiedniu, w Austrii. Znajduje się na Vorortelinie, pomiędzy dzielnicami Ottakring i Hernals. Obsługiwana jest przez pociągi S-Bahn linii S-45.